# China (Nuevo León)
China es una localidad del estado mexicano de Nuevo León. Es cabecera del municipio de China.

## Demografía
| Censo | Población |
| ----- | --------- |
| 1900  | 1563      |
| 1910  | 1703      |
| 1921  | 1500      |
| 1930  | 1474      |
| 1940  | 1622      |
| 1950  | 2494      |
| 1960  | 2463      |
| 1970  | 4958      |
| 1980  | 7253      |
| 1990  | 9075      |
| 1995  | 8986      |
| 2000  | 8918      |
| 2005  | 8665      |
| 2010  | 8997      |
| 2020  | 8264      |